# Campeonato Sudamericano de Fútbol Sub-15 de 2009
El Campeonato Sudamericano Sub-15 de 2009 fue la 4.ª edición de este campeonato juvenil y se disputó en Bolivia, del 6 de noviembre al 22 del mismo mes.
En este torneo participaron las 10 federaciones miembro de la Conmebol, dividiéndose en dos grupos de 5 equipos cada uno. A la segunda fase clasificaron los dos primeros de cada grupo. Ambas instancias se jugaron con un sistema de todos contra todos.

## Participantes
Participaron en el torneo los equipos representativos de las 10 asociaciones nacionales afiliadas a la Confederación Sudamericana de Fútbol:
| - Argentina - Bolivia - Brasil - Chile - Colombia |  | - Ecuador - Paraguay - Perú - Uruguay - Venezuela |

## Sedes
| Ciudad     | Estadio                         | Capacidad |
| ---------- | ------------------------------- | --------- |
| Cochabamba | Estadio Félix Capriles          | 32.000    |
| Santa Cruz | Estadio Ramón Tahuichi Aguilera | 40.000    |
| Montero    | Estadio Gilberto Parada         | 12.000    |
| Sucre      | Estadio Olímpico Patria         | 32.000    |

## Fechas y resultados
- Los horarios corresponden a la hora de Bolivia (UTC-4:00)

### Primera fase
Los 10 equipos participantes en la primera ronda se dividieron en 2 grupos de 5 equipos cada uno. Luego de una liguilla simple (a una sola rueda de partidos), pasaron a segunda ronda los equipos que ocuparon las posiciones primera y segunda de cada grupo.

#### Grupo A
| Equipo    | Pts | PJ | PG | PE | PP | GF | GC | DG  |
| --------- | --- | -- | -- | -- | -- | -- | -- | --- |
| Brasil    | 10  | 4  | 3  | 1  | 0  | 18 | 3  | 15  |
| Paraguay  | 7   | 4  | 2  | 1  | 1  | 8  | 8  | 0   |
| Chile     | 6   | 4  | 2  | 0  | 2  | 6  | 8  | -2  |
| Bolivia   | 4   | 4  | 1  | 1  | 2  | 4  | 7  | -3  |
| Venezuela | 1   | 4  | 0  | 1  | 3  | 3  | 13 | -10 |

| 6 de noviembre de 2009, 18:00 | Paraguay                | 2:2 (0:2) | Brasil                         | Estadio Félix Capriles, Cochabamba       |                                          |
|                               | Florenciáñez 89', 90+3' | Reporte   | Guilherme 15' · Pérez 32' (Ag) | Árbitro(s): Federico Beligoy (Argentina) | Árbitro(s): Federico Beligoy (Argentina) |

| 6 de noviembre de 2009, 20:00 | Bolivia     | 1:1 (0:0) | Venezuela   | Estadio Félix Capriles, Cochabamba  |                                     |
|                               | Pontons 53' | Reporte   | Arteaga 65' | Árbitro(s): Darío Ubriaco (Uruguay) | Árbitro(s): Darío Ubriaco (Uruguay) |

| 8 de noviembre de 2009, 16:00 | Venezuela | 1:3 (0:1) | Paraguay                                   | Estadio Félix Capriles, Cochabamba  |                                     |
|                               | Añor 66'  | Reporte   | Caballero 13' · González 48' · Giménez 61' | Árbitro(s): Imer Machado (Colombia) | Árbitro(s): Imer Machado (Colombia) |

| 8 de noviembre de 2009, 18:00 | Bolivia    | 1:0 (0:0) | Chile | Estadio Félix Capriles, Cochabamba |                                  |
|                               | Guzmán 66' | Reporte   |       | Árbitro(s): Omar Ponce (Ecuador)   | Árbitro(s): Omar Ponce (Ecuador) |

| 10 de noviembre de 2009, 18:00 | Brasil                                                 | 5:0 (2:0) | Chile | Estadio Félix Capriles, Cochabamba  |                                     |
|                                | Piazon 9', 51' · Victor 32' · Leandro 49' · Glênio 82' | Reporte   |       | Árbitro(s): Darío Ubriaco (Uruguay) | Árbitro(s): Darío Ubriaco (Uruguay) |

| 10 de noviembre de 2009, 20:00 | Bolivia         | 1:2 (0:0) | Paraguay             | Estadio Félix Capriles, Cochabamba |                                   |
|                                | Pontons 47' (p) | Reporte   | Caballero 50', 90+3' | Árbitro(s): Héctor Pacheco (Perú)  | Árbitro(s): Héctor Pacheco (Perú) |

| 12 de noviembre de 2009, 18:00 | Chile                                   | 4:1 (3:1) | Paraguay               | Estadio Félix Capriles, Cochabamba  |                                     |
|                                | Crisóstomo 9', 72' · Henríquez 17', 27' | Reporte   | Florenciáñez 45+1' (p) | Árbitro(s): Imer Machado (Colombia) | Árbitro(s): Imer Machado (Colombia) |

| 12 de noviembre de 2009, 20:00 | Brasil                                                                           | 7:0 (4:0) | Venezuela | Estadio Félix Capriles, Cochabamba |                                   |
|                                | Piazon 14', 37', 62' · Guilherme 28' · Dodô 42' · Leandro 59' · Adryan 90+1' (p) | Reporte   |           | Árbitro(s): Héctor Pacheco (Perú)  | Árbitro(s): Héctor Pacheco (Perú) |

| 14 de noviembre de 2009, 14:00 | Chile                  | 2:1 (2:0) | Venezuela   | Estadio Félix Capriles, Cochabamba |                                  |
|                                | Rabello 19' · Páez 21' | Reporte   | Arteaga 90' | Árbitro(s): Omar Ponce (Ecuador)   | Árbitro(s): Omar Ponce (Ecuador) |

| 14 de noviembre de 2009, 16:00 | Bolivia   | 1:4 (1:0) | Brasil                             | Estadio Olímpico Patria, Sucre           |                                          |
|                                | Mejido 3' | Reporte   | Piazon 54', 56', 70' · Matheus 88' | Árbitro(s): Federico Beligoy (Argentina) | Árbitro(s): Federico Beligoy (Argentina) |

#### Grupo B
| Equipo    | Pts | PJ | PG | PE | PP | GF | GC | DG |
| --------- | --- | -- | -- | -- | -- | -- | -- | -- |
| Uruguay   | 10  | 4  | 3  | 1  | 0  | 7  | 3  | 4  |
| Ecuador   | 7   | 4  | 2  | 1  | 1  | 6  | 3  | 3  |
| Colombia  | 5   | 4  | 1  | 2  | 1  | 6  | 5  | 1  |
| Argentina | 4   | 4  | 1  | 1  | 2  | 5  | 7  | -2 |
| Perú      | 1   | 4  | 0  | 1  | 3  | 3  | 9  | -6 |

| 7 de noviembre de 2009, 16:00 | Perú     | 1:3 (1:2) | Colombia                     | Estadio Ramón Tahuichi Aguilera, Santa Cruz |                                  |
|                               | Polo 17' | Reporte   | Cuero 27' · Benítez 38', 75' | Árbitro(s): Claudio Puga (Chile)            | Árbitro(s): Claudio Puga (Chile) |

| 7 de noviembre de 2009, 18:00 | Argentina | 0:1 (0:1) | Ecuador       | Estadio Ramón Tahuichi Aguilera, Santa Cruz |                                          |
|                               |           | Reporte   | Hurtado 45+5' | Árbitro(s): Marlon Escalante (Venezuela)    | Árbitro(s): Marlon Escalante (Venezuela) |

| 9 de noviembre de 2009, 18:00 | Ecuador     | 1:1 (1:1) | Colombia    | Estadio Gilberto Parada, Montero  |                                   |
|                               | Batioja 21' | Reporte   | Benítez 45' | Árbitro(s): Raúl Orosco (Bolivia) | Árbitro(s): Raúl Orosco (Bolivia) |

| 9 de noviembre de 2009, 20:00 | Uruguay        | 1:1 (0:1) | Perú          | Estadio Gilberto Parada, Montero      |                                       |
|                               | Cortelezzi 75' | Reporte   | Benincasa 31' | Árbitro(s): Julio Quintana (Paraguay) | Árbitro(s): Julio Quintana (Paraguay) |

| 11 de noviembre de 2009, 18:00 | Uruguay                 | 2:1 (0:0) | Ecuador     | Estadio Gilberto Parada, Montero |                                  |
|                                | Méndez 69' · Mascia 75' | Reporte   | Sornoza 47' | Árbitro(s): Claudio Puga (Chile) | Árbitro(s): Claudio Puga (Chile) |

| 11 de noviembre de 2009, 20:00 | Colombia                   | 2:2 (1:1) | Argentina        | Estadio Gilberto Parada, Montero     |                                      |
|                                | Cuero 7' · Salgado 76' (p) | Reporte   | Ocampos 19', 55' | Árbitro(s): Ricardo Marques (Brasil) | Árbitro(s): Ricardo Marques (Brasil) |

| 13 de noviembre de 2009, 18:00 | Argentina       | 1:3 (0:1) | Uruguay                      | Estadio Ramón Tahuichi Aguilera, Santa Cruz |                                       |
|                                | Andrada 90' (p) | Reporte   | Mascia 19' · Méndez 62', 76' | Árbitro(s): Julio Quintana (Paraguay)       | Árbitro(s): Julio Quintana (Paraguay) |

| 13 de noviembre de 2009, 20:00 | Ecuador               | 3:0 (1:0) | Perú | Estadio Ramón Tahuichi Aguilera, Santa Cruz |                                          |
|                                | Batioja 20', 60', 64' | Reporte   |      | Árbitro(s): Marlon Escalante (Venezuela)    | Árbitro(s): Marlon Escalante (Venezuela) |

| 15 de noviembre de 2009, 16:00 | Uruguay    | 1:0 (1:0) | Colombia | Estadio Ramón Tahuichi Aguilera, Santa Cruz |                                      |
|                                | Álvarez 3' | Reporte   |          | Árbitro(s): Ricardo Marques (Brasil)        | Árbitro(s): Ricardo Marques (Brasil) |

| 15 de noviembre de 2009, 18:00 | Argentina                | 2:1 (1:1) | Perú         | Estadio Ramón Tahuichi Aguilera, Santa Cruz |                                   |
|                                | Robledo 30' · Llodra 50' | Reporte   | Benincasa 5' | Árbitro(s): Raúl Orosco (Bolivia)           | Árbitro(s): Raúl Orosco (Bolivia) |

### Fase final
| Equipo   | Pts | PJ | PG | PE | PP | GF | GC | DG |
| -------- | --- | -- | -- | -- | -- | -- | -- | -- |
| Paraguay | 7   | 3  | 2  | 1  | 0  | 6  | 3  | 3  |
| Brasil   | 5   | 3  | 1  | 2  | 0  | 5  | 4  | 1  |
| Ecuador  | 4   | 3  | 1  | 1  | 1  | 3  | 3  | 0  |
| Uruguay  | 0   | 3  | 0  | 0  | 3  | 3  | 7  | -4 |

| 18 de noviembre de 2009, 18:00 | Brasil        | 1:1 (0:1) | Ecuador    | Estadio Ramón Tahuichi Aguilera, Santa Cruz |                                  |
|                                | Guilherme 79' | Reporte   | Sornoza 9' | Árbitro(s): Claudio Puga (Chile)            | Árbitro(s): Claudio Puga (Chile) |

| 18 de noviembre de 2009, 20:00 | Uruguay     | 1:3 (0:1) | Paraguay                           | Estadio Ramón Tahuichi Aguilera, Santa Cruz |                                          |
|                                | Álvarez 48' | Reporte   | Báez 18' · Díaz 66' · González 71' | Árbitro(s): Federico Beligoy (Argentina)    | Árbitro(s): Federico Beligoy (Argentina) |

| 20 de noviembre de 2009, 18:00 | Brasil                  | 2:2 (1:0) | Paraguay                  | Estadio Ramón Tahuichi Aguilera, Santa Cruz |                                     |
|                                | Bica 36' · Da Silva 87' | Reporte   | Pérez 55' · Caballero 81' | Árbitro(s): Imer Machado (Colombia)         | Árbitro(s): Imer Machado (Colombia) |

| 20 de noviembre de 2009, 20:00 | Uruguay    | 1:2 (1:1) | Ecuador                       | Estadio Ramón Tahuichi Aguilera, Santa Cruz |                                   |
|                                | Méndez 44' | Reporte   | Batioja 31' · Sornoza 75' (p) | Árbitro(s): Raúl Orosco (Bolivia)           | Árbitro(s): Raúl Orosco (Bolivia) |

| 22 de noviembre de 2009, 15:00 | Ecuador | 0:1 (0:0) | Paraguay      | Estadio Ramón Tahuichi Aguilera, Santa Cruz |                                          |
|                                |         | Reporte   | Caballero 55' | Árbitro(s): Federico Beligoy (Argentina)    | Árbitro(s): Federico Beligoy (Argentina) |

| 22 de noviembre de 2009, 17:00 | Brasil          | 2:1 (1:0) | Uruguay    | Estadio Ramón Tahuichi Aguilera, Santa Cruz |                                   |
|                                | Piazon 35', 80' | Reporte   | Mascia 58' | Árbitro(s): Héctor Pacheco (Perú)           | Árbitro(s): Héctor Pacheco (Perú) |

| Paraguay                    |
| Campeón Paraguay 2.º título |

## Cuadro Final
|    | Selección | Pts. | PJ | PG | PE | PP | GF | GC | Dif. |
| 1  | Paraguay  | 14   | 7  | 4  | 2  | 1  | 14 | 11 | 3    |
| 2  | Brasil    | 15   | 7  | 4  | 3  | 0  | 23 | 7  | 16   |
| 3  | Ecuador   | 11   | 7  | 3  | 2  | 2  | 9  | 6  | 3    |
| 4  | Uruguay   | 10   | 7  | 3  | 1  | 3  | 10 | 10 | 0    |
| 5  | Chile     | 6    | 4  | 2  | 0  | 2  | 6  | 8  | -2   |
| 6  | Colombia  | 5    | 4  | 1  | 2  | 1  | 6  | 5  | 1    |
| 7  | Argentina | 4    | 4  | 1  | 1  | 2  | 5  | 7  | -2   |
| 8  | Bolivia   | 4    | 4  | 1  | 1  | 2  | 4  | 7  | -3   |
| 9  | Perú      | 1    | 4  | 0  | 1  | 3  | 3  | 9  | -6   |
| 10 | Venezuela | 1    | 4  | 0  | 1  | 3  | 3  | 13 | -10  |

## Goleadores
| Jugador          | Selección | Goles |
| ---------------- | --------- | ----- |
| Lucas Piazon     | Brasil    | 10    |
| Luis Batioja     | Ecuador   | 5     |
| Mauro Caballero  | Paraguay  | 5     |
| Guillermo Méndez | Uruguay   | 4     |
| Guilherme        | Brasil    | 3     |
| Kevin Benítez    | Colombia  | 3     |
| Pablo Gamarra    | Paraguay  | 3     |